# 429
429 је била проста година.

## Догађаји
- Пролеће – Вандали, предвођени Генсериком („Краљ Цезара“), нападају северну Африку. Искрцавају се са снагама од 80.000 људи, укључујући Алане, и германска племена са својим породицама са Иберијског полуострва, преко уског Гибралтарског мореуза. Вандалска флота врши нападе на обале Средоземног мора и блокира снабдевање Италије житом и нафтом.
- Генсерик отима земљу од Бербера и уништава цркве широм Мавретаније. Он дивља приморавајући Бонифација, римског гувернера, да се повуче у утврђени приобални град Хипо Региус (модерна Анаба).
- Бонифације (патриције), ослабљен грађанским ратом против царице Гале Плацидије, тражи мир и уздигнут је у чин врховног команданта (магистер милитум) Африке.
- Цар Теодосије II почиње реформу Теодосијанског кодекса у Цариграду. Он оснива комитет за кодификовање свих римских закона. Сва средства која су Јевреји прикупили за подршку школама морају се предати у државну благајну.
- Храм богиње Атине на Атинском акропољу је опљачкан. Атински пагани су прогоњени.
- Папа Целестин I шаље два епископа из Галије, Германа од Оксера и Лупа из Троа у Британију да се боре против пелагијанске јереси.
- Иларије Арелатски је наследио свог рођака Гонората Арелатског и постао архиепископ Арла.
- За ђакона је рукоположен Домн II Антиохијски, будући патријарх Антиохије

## Смрти
- Свети Сисоје Велики
- Гонорат Арелатски - епископ Арла
- Петар Галатијски - хришћански светитељ